# Erich Cviertna
Erich Cviertna (* 16. März 1951 in Nový Jičín, Tschechoslowakei; † 5. Oktober 2013 in Ostrava) war ein tschechischer Fußballspieler und -trainer.

## Spielerkarriere
Cviertna begann mit dem Fußballspielen in Kopřivnice. Im Herrenbereich spielte er für Aritma Prag, Tatra Kopřivnice und TJ Nový Jičín.

## Trainerkarriere
Cviertna begann seine Trainerlaufbahn als Assistent bei Baník Ostrava in den Jahren 1979 bis 1984. Anschließend arbeitete er fünf Jahre als Chefcoach bei VP Frýdek-Místek. In der Saison 1989/90 war Cviertna Trainer bei Sigma Olmütz, mit dem er Platz acht in der tschechoslowakischen Liga erreichte. Danach kehrte er als Co-Trainer nach Ostrava zurück. In der Spielzeit 1992/93 coachte er abermals VP Frýdek-Místek. Im Oktober 1993 löste er Jiří Dunaj als Trainer beim FC Kovkor Vítkovice ab, vier Spieltage vor Saisonende ersetzte ihn Jaroslav Netolička.
Cviertna kehrte nach Frýdek-Místek zurück, wo er bis 1998 arbeitete. Von 1999 bis 2002 war er abermals Assistent bei Baník Ostrava. In der Saison 2002/03 bekam er bei Baník die Chance als Cheftrainer tätig zu sein. Nach einem 0:1 beim 1. FC Brünn am 25. Spieltag trennte sich der Verein von ihm, die Mannschaft stand auf dem sechsten Platz.
Zur Saison 2004/05 übernahm Cviertna den damaligen Drittligisten FC Hlučín. Schon im Oktober folgte er jedoch dem Ruf von Jozef Jarabinský, dessen Co-Trainer bei Baník Ostrava zu werden. Im Januar 2006 beerbte er seinen Nachfolger Pavel Hajný in Hlučín und blieb dort bis Juni 2007.
Cviertna starb am 5. Oktober 2013 in Ostrava an den Folgen einer schweren Krankheit.